# Глебова, Вера Ильинична
Вера Ильинична Глебова (Шмулевич) (1885—1935) — советский химик, специалист по редкоземельным элементам и редким металлам, первый директор Гиредмета (Радиевого института).

## Биография
Родилась 17 октября 1885 года в Самаре.
Член РСДРП с 1904 года, участница трёх российских революций и Гражданской войны.
Окончила в Лозаннский университет, где защитила докторскую диссертацию (1913), и Московский университет.
В 1921—1930 гг. на руководящей работе в системе ВСНХ СССР. В 1920-е годы одной из первых указала на ценность радия для военной техники.
С 1923 г. работала в ИПМ — Институте прикладной минералогии. В 1924 была одним из создателей в ИПМ Отдела редких элементов, который позднее возглавила. В 1925—1929 — руководитель союзного треста «Редкие элементы».
Один из организаторов и в 1931—1934 годах — первый директор Государственного научно-исследовательского института редких элементов Всесоюзного объединения редких элементов и тонкой металлургии ВСНХ СССР (Гиредмет, будущий Радиевый институт Министерства атомной энергии и промышленности).
Под её руководством в СССР начались промышленная добыча и переработка урановых руд.
Организовала разработку промышленных методов получения урана, вольфрама, ванадия, стронция.
Кроме того, занималась исследованиями в области инертных газов.
По личной просьбе 27 сентября 1934 года освобождена от обязанностей директора Гиредмета по состоянию здоровья.
Умерла 16 декабря 1935 года в Москве.